# Psychobiella occidentalis
Psychobiella occidentalis är en insektsart som beskrevs av Tim R. New 1988. Psychobiella occidentalis ingår i släktet Psychobiella och familjen florsländor. Inga underarter finns listade i Catalogue of Life.